# Šmarjeta pri Celju
Šmarjeta pri Celju este o localitate din comuna Celje, Slovenia, cu o populație de 196 de locuitori.